# Vogošća
 Ovo je glavno značenje pojma Vogošća. Za desni pritok rijeke Bosne pogledajte Vogošća (rijeka).
Vogošća je općina u središnjem dijelu Bosne i Hercegovine, jedna od devet općina Sarajevske županije. Samo naselje Vogošća djeluje kao predgrađe Sarajeva.

## Zemljopis
Općina se nalazi između Sarajevskog i Visočkog polja. Proteže se od samog ruba Sarajevskog polja – do ušća Misoče u rijeku Bosnu. Obuhvaća slivove rječica Vogošće i Ljubine, desnih pritoka Bosne.
Općina Vogošća pokriva 72 km2, i udaljena je 6 km od središta grada, 70 km od Zenice i 100 km od Tuzle kao najvećih potrošačkih centara u zemlji. Posjeduje komunikacijske veze, magistralnu cestu Bosanski Brod – Sarajevo – Metković, magistralnu željezničku prugu Vinkovci – Sarajevo – Ploče. Područje ima razvijenu infrastrukturu, elektroenergetske medije, ugljen, prirodni plin, prirodne resurse plodne doline rijeke Bosne itd. 

## Stanovništvo
Po posljednjem službenom popisu stanovništva iz 1991. godine,  općina Vogošća (jedna od sarajevskih prigradskih općina), imala je 24.647 stanovnika, raspoređenih u 21 naselju.
| Stanovništvo općine Vogošća |                 |                |                |
| godina popisa               | 1991.           | 1981.          | 1971.          |
| Muslimani                   | 12.499 (50,71%) | 8.146 (43,64%) | 5.938 (41,23%) |
| Srbi                        | 8.813 (35,75%)  | 7.273 (38,97%) | 6.728 (46,71%) |
| Hrvati                      | 1.071 (4,34%)   | 1.026 (5,49%)  | 1.186 (8,23%)  |
| Jugoslaveni                 | 1.730 (7,01%)   | 1.833 (9,82%)  | 247 (1,71%)    |
| ostali i nepoznato          | 534 (2,16%)     | 385 (2,06%)    | 303 (2,10%)    |
| ukupno                      | 24.647          | 18.663         | 14.402         |

#### Vogošća (naseljeno mjesto), nacionalni sastav
| Vogošća            |                |                |                |
| godina popisa      | 1991.          | 1981.          | 1971.          |
| Srbi               | 4.698 (44,32%) | 3.630 (47,64%) | 3.728 (55,61%) |
| Muslimani          | 3.724 (35,13%) | 2.140 (28,08%) | 1.940 (28,94%) |
| Hrvati             | 545 (5,14%)    | 468 (6,14%)    | 610 (9,10%)    |
| Jugoslaveni        | 1.291 (12,18%) | 1.210 (15,88%) | 202 (3,01%)    |
| ostali i nepoznato | 340 (3,20%)    | 171 (2,24%)    | 223 (3,32%)    |
| ukupno             | 10.598         | 7.619          | 6.703          |

## Naseljena mjesta
Blagovac, 
Budišići, 
Donja Vogošća, 
Garež, 
Gora, 
Grahovište, 
Hotonj, 
Kamenica, 
Kobilja Glava, 
Kremeš, 
Krivoglavci, 
Ljubina-Poturovići, 
Nebočaj, 
Perca, 
Podgaj, 
Semizovac, 
Svrake, 
Tihovići, 
Uglješići, 
Ugorsko, 
Vogošća i 
Vrapče.

## Povijest
Današnja Vogošća naglo se razvila poslije Drugoga svjetskog rata. Razvitak je prije svega posljedica izgrađenog vojno-industrijskog kompleksa Pretis. U bivšoj Jugoslaviji Vogošća bila je poznata kao jedna od najboljih općina prema razini nacionalnog dohotka po glavi stanovnika. Razlog je što se industrija razvijala u suradnji s popularnim Volkswagenom iz Njemačke te SKF-om iz Göteborga u Švedskoj. Pretis je surađivao s njemačkim NSU-om po čijoj je licenciji izrađivao skutere Maxija i Primu. Od 1965. godine sastavljali su i automobile, Prinz 1000 pa NSU 1200 Typ 110. Uz dostavljene dijelove na sastavljanje, ugrađivani su i ondašnji domaći proizvodi. Ulaskom travnja 1968. Pretisa u UNIS, projekt koji su tvorili Pretisa, bugojanska tvornica Slavko Rodić, konjički Igmana i tešanjska Pobjeda, događaju se velike promjene. Istovremeno se partner NSU spojio s Audijem, a onda su zajedno prešli pod okrilje Volkswagena 1969. godine. Zbog prijašnjeg partnerstva, UNIS je od srbijanskog Inexa preuzeo zastupanje Volkswagena za bivšu Jugoslaviju. Godine 1969. potpisan je prvi ugovor s VW-om, čime su udareni temelji za razvoj automobilske industrije u BiH. Od 1. srpnja 1971. gradi se novu tvornicu za montažu poznate Volkswagenove "Bube", u pet faza u nizu. Tvornica je dovršena točno za godinu dana te je nastao TAS (Tvornica automobila Sarajevo). Od 1974. VW uvodi Golfove, koje je TAS već od godinu poslije. TAS je prestao proizvoditi "Bube" koncem 1976. godine.
Nakon rata u BiH, Vogošća je reintegrirana u Sarajevsku županiju. Zbog zatrovanih međunacionalnih odnosa otišla je prijeratna većina, pravoslavno stanovništvo (oko 35 %). Naselilo se dosta Muslimana iz istočne Bosne. 2013. godine u Općini Vogošća od 25 000 ljudi živjelo je oko 92 % Bošnjaka, 2 % Srba te samo 1 % Hrvata, kojih je prije rata bilo 4 % u općini.
Katolička crkva u Vogošći blagoslovljena je 21. prosinca 2008. dok je još pripadala župi Čemerno. Danas je crkva u Vogošći u sveobuhvatnoj obnovi interijera. Župna kuća je postala međunarodno sjemenište tako da se u njoj svaki dan održavaju molitve i euharistija. U kapelici sjemeništa Redemptoris Mater je relikvija sv. Majke Terezije, dio kose. 2013. vrhbosanski nadbiskup Vinko kard. Puljić osnovao je župu Vogošća, posvetivši je tada Blaženoj Majci Tereziji iz Kalkute, a čiji su teritorij pastoralno dijelile župe Marijin Dvor te Čemerno-Ljubina. Župa Sv. Majke Terezije iz Kalkute je na periferijama Sarajevskog dekanata. Pripada joj prostor od Kobilje Glave do Semizovca. Župnik vogošćanske župe je za razliku od većine vjerničkih zajednica u Vrhbosanskoj nadbiskupiji, u kojoj su svećenici Hrvati, inozemac. Don Alberto Zornada je Talijan iz Trsta, koji je svećeničku formaciju dobio u sjemeništu Redemptoris Mater u Puli.

## Gospodarstvo
Tijekom 1980-ih godina općina Vogošća zabilježila je stabilan i dinamičan razvoj i bila prepoznatljiva po vrlo visokom stupnju razvijenosti u području industrije. Vogošća je bila poznata kao druga općina u bivšoj Jugoslaviji po razvijenosti tj. razini nacionalnog dohotka po glavi stanovnika. Takvom stanju u najvećoj mjeri doprinio je razvoj automobilske industrije i industrije valjčanih ležaja koji se odvijao u suradnji s Volkswagenom iz Njemačke i SKF–Göteborg iz Švedske. U gospodarskoj strukturi šire regije rudarstvo i industrija predstavljaju pretežne gospodarske grane. Suradnja općine Vogošća s drugim zemljama u predratnom razdoblju bila je na visokoj razini. Pored razvijene infrastrukture, lokalnog i međugradskog prometa Vogošća ima razvijenu telekomunikacijsku i PTT mrežu s vlastitom centralom od 12.000 brojeva, te vlastiti RTV Servis s odašiljačem.

## Poznate osobe
Jala Brat - bosanskohercegovački pjevač, reper i kantautor

## Spomenici i znamenitosti
Spomenik i spomen-kosturnica borcima NOR-a

## Obrazovanje
Godine 2011. osnovano je Nadbiskupijsko misijsko međunarodno sjemenište Redemptoris Mater sa sjedištem u Vogošći.

## Šport
- FK UNIS Vogošća, nogometni klub
- KK Vogošća
- RK Vogošća
- OK Vogošća
- JK Champion Vogošća

Od 1999. održava se Malonogometni turnir Vogošća.

## Vanjske poveznice
Portal Vogosca.ba